# Río de Manzanita
Río de Manzanita es un poblado de México situado en el municipio de Santa María Peñoles. 

## Geografía
Está ubicado a 17°07'21" latitud norte y 96°58'24" longitud oeste, a 2295 m s. n. m.  de altitud.

## Población
Según el censo de población de INEGI del 2010: la comunidad cuenta con una población total de 262 habitantes, de los cuales 147 son mujeres y 115 son hombres. Del total de la población 228 personas hablan el mixteco, divididos en 101 hombres y 127 mujeres.

## Ocupación
El total de la población económicamente activa es de 20 habitantes, de los cuales 16 son hombres y 4 son mujeres.